# Clefs-Val d'Anjou
Clefs-Val d'Anjou é uma ex-comuna francesa na região administrativa da Pays de la Loire, no departamento de Maine-et-Loire. Estendeu-se por uma área de 53,57 km². Em 2010 a comuna tinha 18 306 habitantes (densidade: 341,7 hab./km²).
Surgiu após a fusão das comunas de Clefs e de Vaulandry em 1 de janeiro de 2013. Em 1 de janeiro de 2016 foi fundida com as comunas de Bocé, Chartrené, Cheviré-le-Rouge, Cuon, Échemiré, Fougeré, Le Guédeniau e Saint-Quentin-lès-Beaurepaire para a criação da nova comuna de Baugé-en-Anjou.